# Dom handlowy Deierling-Morgenstern w Poznaniu

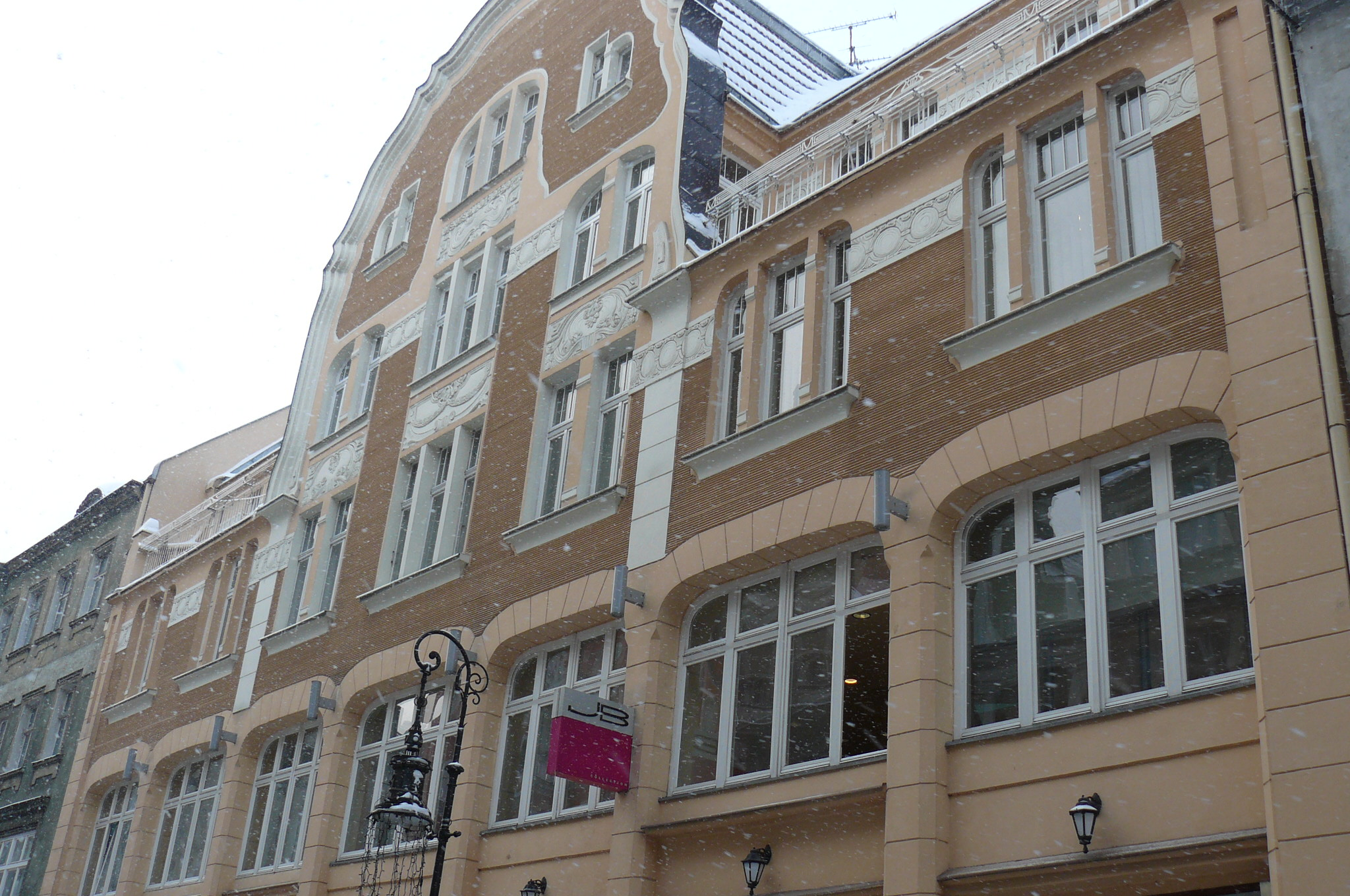
Widok od ul. Wrocławskiej

Dom handlowy Deierling-Morgenstern – secesyjny dom handlowy zlokalizowany na Starym Mieście w Poznaniu przy ul. Szkolnej 5.
Dom handlowy Deierlinga był pierwszym w Poznaniu obiektem handlowym zbudowanym w technologii żelbetowego szkieletu nośnego. Wzniesiony został w latach 1904–1905 na rogu ulic Szkolnej i Gołębiej. Inwestorem był największy wielkopolski kupiec żelazny – Jan Deierling, syn rolnika Józefa Deierlinga, wywodzącego się z rodziny bamberskiej. Partnerką Deierlinga w interesach była wdowa po kupcu Paulu Morgensternie. Nie ma natomiast pewności, co do osoby projektanta – mógł to być albo Czesław Leitgeber, albo Fritz Pfannschmidt.
Dwie dolne kondygnacje przeznaczono na cele czysto handlowe (1100 m²), a na wyższych ulokowano eleganckie apartamenty mieszkalne. Był to największy sklep w międzywojennym Poznaniu. Elewacje, o dość silnych akcentach wertykalnych (od ul. Szkolnej), ozdobione są wybujałym ornamentem, przede wszystkim roślinnym oraz różnego rodzaju maskami i maszkaronami. Budynek posiadał windy towarowe. W obiekcie funkcjonował m.in. sklep żelazny samego Jana Deierlinga (jeszcze po II wojnie światowej). Starsi mieszkańcy Poznania nadal nazywają sklepy w tej kamienicy u Deierlinga.
Jan Deierling był także właścicielem największej w Polsce hurtowni artykułów metalowych (na ul. Składowej 4/7). Składnica (pięć magazynów) miała własną bocznicę kolejową. W 1938 obroty firmy wyniosły 3,5 miliona złotych (300.000 złotych zysku).